# Причини смерті, що можна попередити

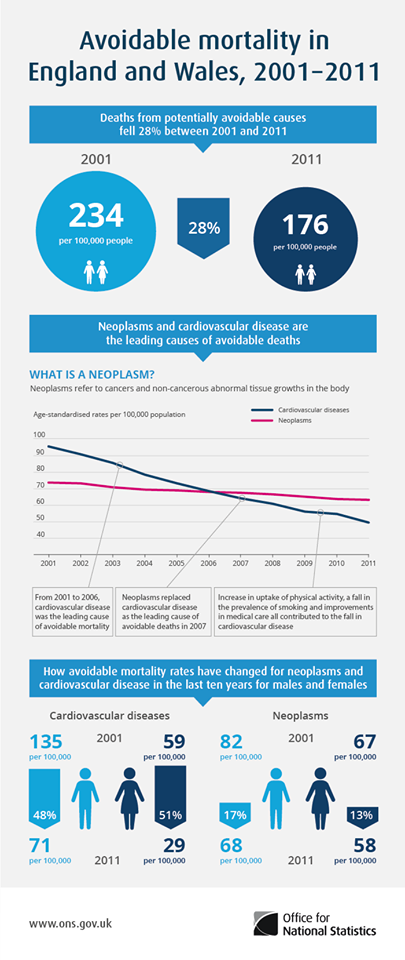
У 2011 році смерть від причин, що можна попередити, становила приблизно 24% усіх смертей, зареєстрованих в Англії та Уельсі. Основною причиною смертей, що можна попередити, були ішемічна хвороба серця у чоловіків та рак легенів у жінок.

Всесвітня організація охорони здоров’я традиційно класифікує смерть відповідно до первинного типу захворювання чи фізичні травми. Однак причини смерті можуть бути також класифіковані з точки зору факторів ризику, що можна попередити - таких як куріння, нездорове харчування, сексуальна поведінка та необачне водіння - що викликають ряд різних захворювань та травм. Такі фактори ризику зазвичай не фіксуються безпосередньо у свідоцтвах про смерть, хоча і вказуються у медичних висновках.

## Світова тенденція
За наявними оцінками, з приблизно 150 000 людей, які щодня вмирають по всьому світу, орієнтовно дві третини — 100 000 на день — помирають від причин, пов'язаних з віком. У промислово розвинених країнах їх частка є значно більшою і сягає 90 відсотків. Таким чином, хоч і опосередковано, біологічне старіння (старість) є, безумовно, провідною причиною смерті. Чи може старість як біологічний процес бути сповільнена, зупинення або навіть розгорнута назад - предмет сучасних наукових обговорень та досліджень.

### Цифри 2001 року
За даними дослідників, які працюють з Мережею пріоритетного контролю над захворюваннями (DCPN)  та Всесвітньою організацією охорони здоров'я (ВООЗ), провідними причинами смерті в усьому світі є наступні: (Статистика ВООЗ за 2008 рік показує дуже схожі тенденції.) 
| Причина                                                    | Кількість випадків смерті (мільйони на рік) |
| ---------------------------------------------------------- | ------------------------------------------- |
| Гіпертонія                                                 | 7.8                                         |
| Тютюнопаління                                              | 5.4                                         |
| Недоїдання                                                 | 3.8                                         |
| Хвороби, що передаються статевим шляхом                    | 3.0                                         |
| Неповноцінне харчування                                    | 2.8                                         |
| Зайва вага та ожиріння                                     | 2.5                                         |
| Малорухомий спосіб життя                                   | 2.0                                         |
| Алкоголь                                                   | 1.9                                         |
| Забруднення повітря в приміщенні залишками твердого палива | 1.8                                         |
| Небезпечна вода та погана санітарія                        | 1.6                                         |

У 2001 році в середньому 29 000 дітей помирали від причин, що можна попередити, щодня (тобто близько 20 смертей на хвилину). Автори подають такий контекст:
"близько 56 мільйонів людей померли у 2001. З них 10,6 мільйонів дітей, 99% з яких жили у країнах з низьким або середнім доходом. Більше половини дитячих смертей у 2001 були пов'язані з гострими респіраторними інфекціями, кором, діареєю, малярією та ВІЛ/СНІДом."

## Сполучені Штати
Три провідні причини смерті серед населення Сполучених Штатів - це куріння, високий кров'яний тиск та надмірна вага. 

Провідні причини смерті, що можна попередити, в США у 2000 році.[6] Примітка. Ці дані застаріли і були значно переглянуті, особливо для смертей, пов’язаних з ожирінням. [5]

### Випадкова смерть

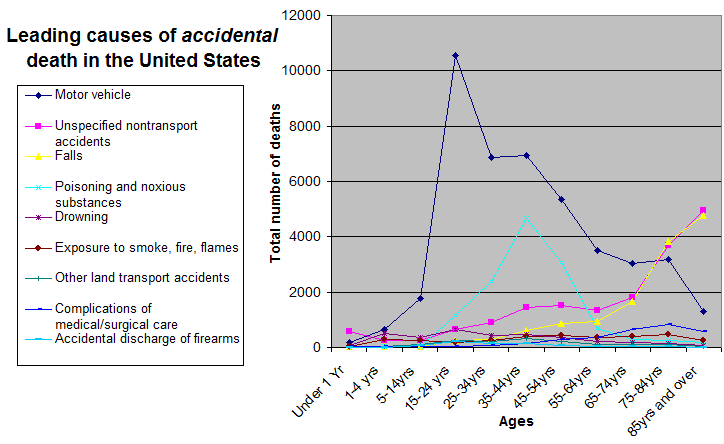
Leading causes of accidental death in the United States by age group станом на  2002.
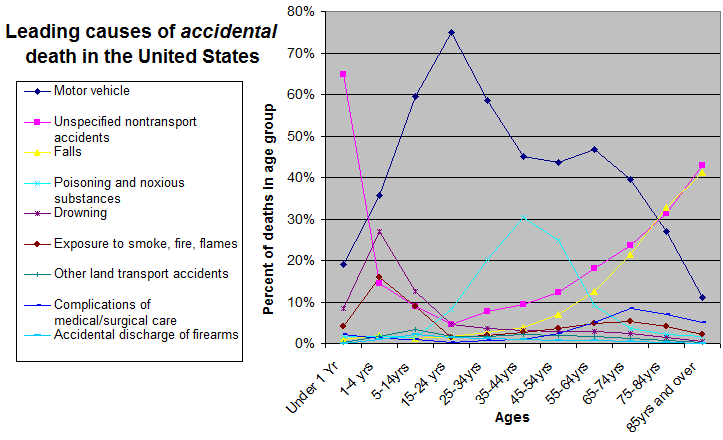
Leading causes of accidental death in the United States станом на  2002, as a percentage of deaths in each group.

### Щорічна кількість смертей та причин
| Причина                                                     | Номер                  | Відсоток від загальної кількості | Примітки |
| ----------------------------------------------------------- | ---------------------- | -------------------------------- | --- |
| Лікарські помилки, що можна попередити, в лікарнях          | Від 210 000 до 448 000 | 23,1%                            | Оцінки різняться, значна кількість випадків смертей, що можна попередити, також є наслідком помилок поза лікарнями. |
| Куріння тютюну                                              | 435 000                | 18,1%                            | |
| Зайва вага та ожиріння                                      | 111 900                | 4,6%                             | Існували значні дискусії щодо кількості захворювань, пов’язаних з ожирінням. Наведені цифри, були визнані найбільш точними. |
| Алкоголь                                                    | 85 000                 | 3,5%                             | |
| Інфекційні захворювання                                     | 75 000                 | 3,1%                             | |
| Токсичні агенти, включаючи токсини, тверді частинки і радон | 55 000                 | 2,3%                             | |
| Зіткнення дорожнього руху                                   | 43 000                 | 1,8%                             | |
| Колоректальний рак, що можна попередити                     | 41,400                 | 1,7%                             | Колоректальний рак (рак кишечника, рак товстої кишки) спричинив 51 783 смертей у США у 2011 році. Близько 80 відсотків колоректального раку починаються як доброякісні утворення, які зазвичай називають поліпами, які легко виявити та видалити під час колоноскопії. Відповідно, наведена у таблиці цифра передбачає, що 80 відсотків смертельних ракових захворювань можна було запобігти. |
| Смерть від вогнепальної зброї                               | 31,940                 | 1,3%                             | Самогубство : 19 766; вбивства : 11 101; ДТП: 852; невідомо: 822. |
| Статеві інфекції                                            | 20000                  | 0,8%                             | |
| Зловживання наркотиками                                     | 17 000                 | 0,7%                             | |

## Серед дітей у всьому світі
Різні травми є основною причиною смерті дітей 9–17 років. У 2008 році п'ять найбільших у світі ненавмисних травм у дітей такі:
| Причина   | Кількість випадків смерті |
| --------- | ------------------------- |
| ДТП       | 260 000 на рік            |
| Утоплення | 175 000 на рік            |
| Віруси    | 96 000 на рік             |
| Падіння   | 47 000 на рік             |
| Токсини   | 45 000 на рік             |

## Дивиться також
- Випадкова смерть
- Перелік причин смерті за частотою
- Вплив тютюню на здоров'я
- Профілактична медицина
- Громадське здоров'я